# SNCF BB 15000
Die BB 15000 ist eine Elektrolokomotivbaureihe der französischen Staatsbahnen Société nationale des Chemins de Fer Français (SNCF) für den Einsatz auf den mit Wechselstrom mit einer Spannung von 25 kV 50 Hz elektrifizierten Strecken. Die Lokomotiven wurden von Alsthom in den Jahren 1971 bis 1976 (15001–15050) und 1978 (15051–15065) gebaut.
Zusammen mit den BB 7200 (nur für Gleichstrombetrieb) und den Zweisystemlokomotiven der Baureihe BB 22200 bilden die BB 15000 eine Baureihenfamilie. Die Lokomotiven besitzen die für die 1960er- und 1970er-Jahre typische Frontform „Nez cassé“ (gebrochene Nase), die vom Designer Paul Arzens gestaltet wurde und erstmals bei den Maschinen der Baureihe CC 40100 zur Anwendung kam. Die Steuerung erfolgt elektronisch über Thyristoren mit einer automatischen Geschwindigkeitsregelung. Im Betrieb haben sie sich als sehr zuverlässig erwiesen. Die konstruktive Höchstgeschwindigkeit liegt bei 180 km/h, in der Praxis ist die Höchstgeschwindigkeit auf 160 km/h beschränkt. Die Maschinen sind die ersten französischen Streckenlokomotiven mit zwei Führerständen, die nur einen Stromabnehmer haben, und wurden als letzte Elloks der SNCF nur für das Wechselstromsystem ausgelegt. Zugunsten vergrößerter Führerstände wurden die Frontscheiben der letzten fünfzehn Lokomotiven weniger stark geneigt.

## Einsatz
Alle Lokomotiven waren von Anfang an im elsässischen Straßburg beheimatet und dort im Nahverkehr und im hochwertigen Reisezugverkehr eingesetzt. Zu ihren Leistungen gehörten unter anderem die TEE und späteren Intercités-Züge Goethe, Iris und Stanislas. Später wurden sie zwischen den Bereichen Fernverkehr, TER Alsace und Lorraine aufgeteilt.
Mit der Eröffnung der LGV Est européenne im Jahr 2007 wurden viele Loks für andere Einsätze frei. Bis Ende 2011 wurden alle BB 15000 sukzessive nach Achères verlegt, wo sie die Lokomotiven der Reihe BB 16000 zum großen Teil und die Lokomotiven der Reihe BB 16100 vollständig ersetzt haben. Mittlerweile sind sie den STF (Supervision technique de flotte) Champagne-Ardennes, Lignes Normandes und Picardie zugeordnet.

## Erscheinungsbild
Die ersten fünf Lokomotiven wurden in grüner Farbgebung ausgeliefert. Alle weiteren Maschinen erhielten ab Werk die Grand-Confort-Farbgebung in silbergrau mit rot abgesetzten Fronten und orangefarbigen Zierstreifen sowie roten Seitenflächen mit orangem Rand. Diese Farbgebung wurde auch auf die zuvor grünen Loks übertragen. Zwei Loks (15034 und 15040) wurden auf betongrau mit orangem Zierstreifen umlackiert. Im Gegensatz zu den Schwesterloks der Reihen BB 7200 und BB 22200 war diese Farbgebung auf den BB 15000 nur kurzlebig und kommt heute nicht mehr vor. In den 1990er Jahren wurden zahlreiche Loks in Corail plus (verschiedene Grautöne mit roter Front und rotem Zierstreifen) umlackiert. Später wurde auf neun Loks noch das En voyage-Design angebracht (silber mit einem umlaufenden Band in hellblau und violett mit verschiedenen Gesichtern). Seit einigen Jahren werden die Loks nicht mehr umlackiert, sodass die verbliebenen Loks noch in drei Farbvarianten (Grand Confort, Corail plus und En voyage) unterwegs sind.

## Umbauten

### Memor II+
Für Einsätze nach Luxemburg wurden die Loks 15005, 15008, 15016 bis 15021, 15023 und 15025 nachträglich mit dem Zugsicherungssystem Memor II+ ausgerüstet. Mit dem Rückzug aus dem Depot Straßburg und aus den Einsätzen nach Luxemburg wurde diese Ausrüstung nicht mehr genutzt und daher wieder ausgebaut.

### Wendezugsteuerung
Zur Bespannung von Wendezügen wurden von 2007 bis 2009 zunächst 24 und von 2013 bis 2014 weitere 10 Lokomotiven (BB 15026–15032, 15034–15038, 15040–15049, 15052–15059, 15058–15062 und 15064–15065) mit einer zeitmultiplexen Wendezugsteuerung (bei der SNCF kurz „MUX“ genannt) nachgerüstet.

### Vorübergehende Umbauten zu Versuchsloks
Die BB 15007 diente zwischen 1974 und 1985 als BB 7003 im Gleichstromnetz, anschließend als Drehstrom-Versuchslok BB 10003. Bis Januar 1997 wurde sie wieder zur Serienausführung zurückgebaut und wieder in BB 15007 umnummeriert.
Ebenfalls zu Versuchen für die Drehstrom-Antriebstechnik war die BB 15055 zwischen 1982 und 1989 umgebaut und unter der Nummer BB 10004 eingesetzt. Auch sie wurde nach Beendigung der Versuche zur BB 15055 zurückgebaut.

## Ausmusterungen
Als erste Lok schied BB 15011 schon 1976 nach einem Unfall aus dem Einsatzbestand aus. Bis Mitte 2019 waren dreizehn Lokomotiven ausgemustert, davon jeweils drei nach Unfällen und Brandschäden. Die erstgebaute Lok 15001 wurde in den Bestand des Eisenbahnmuseums Mülhausen übernommen. Damit befinden sich noch 51 Lokomotiven im Einsatzbestand. Durch die fortschreitende Ablieferung von Neubautriebwagen der Bauarten Régiolis sowie Regio 2N werden die Loks seit 2018 verstärkt ausgemustert.